# Совет охраны памяти борьбы и мученичества
Совет охраны памяти борьбы и мученичества (пол. Rada Ochrony Pamięci Walk i Męczeństwa) — польская государственная организация, занимающаяся увековечиванием памяти об исторических событиях, олицетворяющих «борьбу и мученичество польского народа».
- образован на основании закона от 2 июля 1947 года.
- подчиняется министру культуры (с 21 января 1988 г. работал при председателе Совета министров).
- деятельность финансируется из государственного бюджета.
- членов Совета на 4-летний срок назначает премьер-министр страны (с июня 2001 года должность председателя Совета занимает профессор Владислав Бартошевский).
- текущую деятельность осуществляет Бюро Совета под руководством государственного секретаря (с 1 сентября 1992 года эту должность занимал Анджей Пшевозник, погибший в 2010 году в авиакатастрофе под Смоленском. С 16 апреля 2010 года этот пост занимает Анджей Кшиштоф Кунерт).

Функции Совета:
- уход за историческими местами, олицетворяющими «борьбу и мученичество польского народа»,
- увековечивание памяти об исторических событиях и их участниках,
- организация чествования годовщин исторических дат, олицетворяющих «борьбу и мученичество польского народа»,
- выпуск изданий и организация выставок с целью популяризации исторических мест, связанных с «борьбой и мученичеством польского народа», а также их участников,
- уход за местами и объектами национальной памяти, в особенности за военными кладбищами в Польше и за границей, а также за музеями — местами национальной памяти (в Освенциме-Бжезинке, Майданеке, Штутове, Рогозницах, Ламбиновицах, Радогощи, Жабикове).